# Barème du décathlon
Le barème du décathlon est utilisé pour quantifier les performances des athlètes. Il permet de traduire en points des performances mesurées en distance ou en temps. Ce barème est dit aussi table de cotation.
Le barème a été mis au point dans les pays de l'Est, spécialistes des épreuves combinées, il a été modifié plusieurs fois. La première table de cotation est de 1920, remplacée par celle de 1936, puis 1952, 1962 et 1985.

## Table actuelle
L'IAAF édite les barèmes à chaque modification. Ils se présentent sous la forme d'un livre épais puisque chacune des dix épreuves est indiquée avec la progression des performances de point en point, de 1 à 1 200 points environ. La performance minimale est d'un niveau très bas (bien inférieur à un niveau régional), la performance maximale est au-dessus du record du monde de la spécialité.
Le tableau suivant est donc un extrait représentant une fourchette moyenne de performances de niveau national et international.
| Disciplines | 1 000 pts     | 950 pts       | 900 pts       | 850 pts       | 800 pts       | 750 pts       | 700 pts       |
| 100 m       | 10 s 39       | 10 s 60       | 10 s 82       | 11 s 05       | 11 s 27       | 11 s 51       | 11 s 75       |
| Longueur    | 7,76 m        | 7,56 m        | 7,36 m        | 7,15 m        | 6,95 m        | 6,73 m        | 6,51 m        |
| Poids       | 18,40 m       | 17,59 m       | 16,79 m       | 15,98 m       | 15,16 m       | 14,35 m       | 13,53 m       |
| Hauteur     | 2,21 m        | 2,16 m        | 2,11 m        | 2,05 m        | 2,00 m        | 1,94 m        | 1,89 m        |
| 400 m       | 46 s 17       | 47 s 17       | 48 s 19       | 49 s 24       | 50 s 32       | 51 s 43       | 52 s 58       |
| 110 m haies | 13 s 81       | 14 s 19       | 14 s 59       | 15 s 00       | 15 s 41       | 15 s 85       | 16 s 29       |
| Disque      | 56,18 m       | 53,80 m       | 51,40 m       | 49,00 m       | 46,60 m       | 44,16 m       | 41,72 m       |
| Perche      | 5,29 m        | 5,13 m        | 4,97 m        | 4,80 m        | 4,64 m        | 4,46 m        | 4,30 m        |
| Javelot     | 77,2 m        | 73,94 m       | 70,68 m       | 67,40 m       | 64,10 m       | 60,78 m       | 57,46 m       |
| 1 500 m     | 3 min 53 s 79 | 4 min 00 s 53 | 4 min 07 s 42 | 4 min 14 s 50 | 4 min 21 s 77 | 4 min 29 s 25 | 4 min 36 s 96 |